# Нгуен, Чарли
Чарли Нгуен (вьет. Nguyễn Chánh Trực, 25 ноября 1968 года, Сайгон, Южный Вьетнам) — вьетнамский и американский кинорежиссёр, сценарист и продюсер. Старший брат актёра Джонни Нгуена.

## Биография
В 1982 году Чарли вместе с семьёй иммигрировал в Ориндж, США. В 1992 году Нгуен основал собственную продюсерскую компанию «Cinema Pictures», преобразовавшуюся в «Chanh Phuong Films» в 2004.

## Фильмография
| Год  | Название                                        | Участвовал как                |
| ---- | ----------------------------------------------- | ----------------------------- |
| 2018 | Пунктик на папе                                 | продюсер                      |
| 2018 | Мой мистер Жена                                 | режиссёр, сценарист           |
| 2017 | Мне нет 18                                      | продюсер, сценарист           |
| 2017 | Крадущийся тигр, затаившийся дракон: Меч судьбы | продюсер                      |
| 2016 | Фанат                                           | сценарист, режиссёр           |
| 2014 | Пусть решает Хой                                | сценарист, режиссёр           |
| 2013 | Маленький Тео                                   | сценарист, режиссёр           |
| 2013 | Буйдои Тёлона                                   | сценарист, режиссёр           |
| 2012 | Пазл любви                                      | сценарист, режиссёр           |
| 2011 | Большой босс                                    | режиссёр                      |
| 2010 | Принц и мальчик из пагоды                       | сценарист                     |
| 2010 | Дурак влюбился                                  | режиссёр                      |
| 2007 | Кровь Героя                                     | сценарист, режиссёр, продюсер |
| 2002 | Возможности                                     | сценарист, режиссёр           |
| 1994 | Thời Hùng Vương 18                              | сценарист, режиссёр           |

## Признание
Как режиссёр дважды — за фильмы «Маленький Тео» и «Большой босс» — получал премию «Серебряный воздушный змей», а в 2019 году за фильм «Мой мистер Жена» получил «Золотого воздушного змея» Союза кинематографистов Вьетнама.